# Teruo Ishii
Teruo Ishii (石井輝男?, Ishii Teruo; Tokyo, 1º gennaio 1924 – Tokyo, 12 agosto 2005) è stato un regista e sceneggiatore giapponese.
Ha diretto oltre ottanta film ed è conosciuto principalmente per aver diretto pellicole appartenenti ai generi cinematografici pinku eiga, Ero guro e Pinky violence, tra i quali Yasagure anego den: sōkatsu rinchi, I piaceri della tortura e Edogawa Rampo taizen: Kyofu kikei ningen.
I suoi film più celebri appartengono all'Ero guro, nei quali Ishii sfiorò i limiti della rappresentabilità, mostrando torture di ogni genere e offrendo agli sguardi degli spettatori le nudità delle protagoniste.

## Biografia
Teruo Ishii entrò nel mondo del cinema nel 1942, lavorando come aiuto regista per la Toho Company. Durante la seconda guerra mondiale, Ishii fu mandato in Manciuria, per fotografare i bombardamenti aerei.
Nel 1947, Teruo Ishii entrò a far parte della Shintoho, lavorando come aiuto regista di Mikio Naruse. Lavorò anche con Hiroshi Shimizu e studiò sceneggiatura con Shin'ichi Sekizawa. Nel 1957, Ishii diresse il suo primo film, Amagi shinju: Tengoku ni musubu koi. Dopo il fallimento della Shintoho, il regista passò alla Toei Company, dirigendo Hana to arashi to gyangu, quindi nel 1965 diresse Abashiri Bangaichi, primo film di una lunga serie.
Nel 1968, Ishii diresse I piaceri della tortura, primo film di una serie comprendente otto film, e Onsen anma geisha, primo film di un'altra celebre serie. Nel 1969 diresse l'horror-splatter Edogawa Rampo taizen: Kyofu kikei ningen, quindi nel 1973 diresse Reiko Ike nel Pinky Violence Yasagure anego den: sōkatsu rinchi, sequel di Sex and Japan, diretto lo stesso anno da Norifumi Suzuki. Nel 1979 Ishii interruppe la sua carriera nel cinema, per dedicarsi alla televisione. Tornò alla regia cinematografica nel 1991, dirigendo The Hit Man, seguito da altri quattro film.
Teruo Ishii morì nel 2005, a causa di un cancro.

## Filmografia parziale

### Regista
- Amagi shinju: Tengoku ni musubu koi (1957)
- Nyotai sanbashi (1957)
- Gli invasori della base spaziale (Sûpâ jaiantsu - Uchûtei to jinkô eisei gekitotsu) (1957)
- I satelliti contro la Terra (Sûpâ jaiantsu) (1957)
- Spaceman contro i vampiri dello spazio (Sûpâ jaiantsu - Kaiseijin no majô) (1957)
- Nyotai uzumaki jima (1960)
- Joôbachi to daigaku no ryû (1960)
- La giungla della droga (Gyangu tai gyangu) (1962)
- Abashiri Bangaichi (1965)
- Abashiri Bangaichi: Koya no taiketsu (1966)
- Onsen anma geisha (1968)
- I piaceri della tortura (Tokugawa onna keibatsu-shi) (1968)
- Edogawa Rampo taizen: Kyofu kikei ningen (1969)
- I segreti della casa delle torture (Tokugawa irezumi-shi: Seme jigoku) (1969)
- Yasagure anego den: sōkatsu rinchi (1973)